# Miadanasuchus
Miadanasuchus – rodzaj krokodylomorfa z grupy Mesoeucrocodylia żyjącego w późnej kredzie na terenie Madagaskaru. Gatunkiem typowym jest Miadanasuchus oblita, opisany w 1979 roku przez Érica Buffetauta i Philippe'a Taqueta, którzy zaklasyfikowali go do rodzaju Trematochampsa. Holotypem jest MNHN MAJ 3 – okaz obejmujący trzy fragmenty żuchwy i niekompletną kość nadkątową odkryte w górnokredowych osadach na północnym zachodzie Madagaskaru, w mastrychckich warstwach jeszcze nienazwanej wówczas formacji Maevarano, jednak dokładnej lokalizacji nie podano. W 2009 roku Erin Rasmusson Simons i Gregory Buckley stwierdzili, że „T.” oblita nie łączy z Trematochampsa taqueti – gatunkiem typowym tego rodzaju – żadna synapomorfia, a morfologia żuchwy jest u tych gatunków odmienna, dlatego też dla „T.” oblita ukuli nową nazwę rodzajową Miadanasuchus. Autorzy ci przypisali do M. oblita dodatkowe skamieniałości z Maevarano – okaz FMNH PR 2343, obejmujący niekompletne prawą i lewą kość zębową, złączone kości czołowe i jeden kręg. Tradycyjnie gatunek ten był zaliczany do rodziny Trematochampsidae, której monofiletyzm był kwestionowany przez niektórych naukowców. Rasmusson Simons i Buckley na podstawie cech czaszki zasugerowali, że tworzy on klad wraz z Tramatochampsa, Itasuchus i Eremosuchus. Martinelli i in. zaproponowali natomiast, że Miadanasuchus może należeć do Peirosauridae, jednak znane obecnie skamieniałości są zbyt niekompletne, by to potwierdzić.
Miadanasuchus osiągał stosunkowo duże rozmiary i podobnie jak Mahajangasuchus, inny zbliżonej wielkości krokodylomorf z Maevarano, był prawdopodobnie dominującym drapieżnikiem w swoim ekosystemie.